# Melschen
 Melschen (auch Miltschen) war eine zum Ende des Mittelalters wüst gefallene Siedlung auf dem Gebiet der heutigen Stadt Leipzig.

## Lage
Das Gebiet von Melschen lag nördlich des Zentrums der ehemaligen Gemeinde Stötteritz in Richtung der Gemeinde Mölkau, beides heute Stadtteile von Leipzig. Es wird ein Bereich zwischen der Papiermühl- und der Oststraße angenommen, der heute zur Stötteritzer Flur gehört.

## Geschichte
Melschen entstand wie sein Nachbarort Stötteritz im Zuge der altsorbischen Landnahme um das 7. Jahrhundert als Rundling mit nur wenigen Bauernstellen. Für 1404 werden elf besessene Mann mit neuneinhalb Hufen angegeben.
Die älteste Erwähnung erfolgte 1335 als Mylschene, zum Amt Leipzig gehörig. Die Grundherrschaft übte 1404 erstaunlicherweise die Kirche St. Peter zu Freiberg aus, 1492 aber das Thomaskloster in Leipzig. Mit der Reformation ging 1543 Melschen beziehungsweise die Melscher Flur an den Rat der Stadt Leipzig.
Denn zu dieser Zeit existierte das eigentliche Dorf Melschen nicht mehr. Bereits 1517 ist nur noch von der „Melscher Marck“ die Rede. Im benachbarten Stötteritz war zu Beginn des 16. Jahrhunderts ein Rittergut entstanden, das seine Feldflur zu vergrößern trachtete. Aus dem Bauerndorf entstand eine Gutssiedlung mit Häuslerzeilen. Dieses sog. Bauernlegen dürfte auch in Melschen erfolgt sein, nur ohne Anlegen von Häuslerstellen im Ort, sondern zweckmäßigerweise in Gutsnähe. Mit der Verschmelzung von Melscher und Stötteritzer Flur im 16. Jahrhundert verschwand auch die Ortsbezeichnung. Bereits 1551 lautete sie „Stodteritzermargk“.
Kirchlich war Melschen über die gesamte Zeit seines Bestehens an das etwa vier Kilometer entfernte Baalsdorf gebunden, wo bereits im 13. Jahrhundert eine Holzkirche durch einen Massivbau ersetzt wurde.
Seit 1905 erinnert die Melscher Straße in Stötteritz, aber nicht direkt am historischen Ort, an das ehemalige Melschen.